# 24 kilates
24 Kilates es el segundo álbum de estudio de la cantante mexicana Paulina Rubio, publicado el 16 de noviembre de 1993 por la compañía EMI Capitol de México. Luego del gran impacto comercial de su álbum debut La Chica Dorada, la cantante quiso repetir su éxito antecesor nuevamente de la mano de Miguel Blasco, quien fungió como el productor principal del disco. Para 24 Kilates colaboró con nuevos compositores y letritas reconocidos, entre los que destacaron Don Matamoros, Fredi Marugán y C. Sánchez, e incluyó canciones escritas por sus anteriores colaboradores José Ramón Flórez y Cesar Valle. 
El álbum fue grabado en Madrid, España, compaginando las sesiones de grabación con una gira promocional en Suramérica que presentó en el verano de 1993. A diferencia del derroche de sintetizadores que se utilizó en su primer disco, para la producción de 24 Kilates recurrió a una gran variedad de instrumentos musicales, incluyendo saxofón, clarinete, trombón, guitarra española, bajo, batería y teclados, brindándole a su producción una atmósfera más acústica. Adolfo Pérez Butrón tomó las fotografías, mientras la portada fue diseñada por Sergio Toporek. La cantante quería que el título del álbum se vinculara a una secuela directa de La Chica Dorada, pero con un concepto visual inspirado en Star Wars. La música está orientada hacia el pop rock, e incorpora elementos del blues, jazz, dance y new wave.
24 Kilates obtuvo críticas generalmente positivas por parte de la prensa, aunque algunos críticos contemporáneos menospreciaron el trabajo y el impacto comercial que tuvo en su momento. En su trigésimo aniversario, el blog musical colombiano Shock lo incluyó dentro de la lista de los 20 mejores álbumes publicados en 1993. Relativo al éxito de su primer álbum, 24 Kilates no apareció en ninguna lista de ventas de la revista Billboard en Estados Unidos. Sin embargo, en México adquirió un éxito instantáneo al superar las 150,000 unidades distribuidas antes de la fecha de su publicación, vendiendo finalmente 300,000 copias en ese territorio, que le acreditó un disco de platino.
Se publicaron cuatro sencillos, de los cuales «Nieva, Nieva» y «Vuelve Junto A Mí» figuraron en la lista musical Hot Latin Songs de Billboard. Los siguientes sencillos, «Él Me Engañó» y «Asunto De Dos», cosecharon gran éxito en las listas musicales de México y Latinoamérica. Para promocionar el álbum, Paulina Rubio se embarcó en una serie de espectáculos en el centro nocturno El Patio y realizó una gira promocional. El éxito de 24 Kilates le brindó la oportunidad a la cantante de actuar como jurado internacional en el XXXV Festival Internacional de la Canción de Viña del Mar en Chile, lo que le permitió expandir su popularidad en el resto de Latinoamérica.

## Antecedentes
Tras cerrar un ciclo de diez años con el grupo musical Timbiriche, Paulina Rubio viajó a Europa para reunirse con el productor español Miguel Blasco y planificar su primer disco como cantante solista. A finales de 1991 anunció que este proyecto llevaría por nombre «La Chica Dorada». Firmó un contrato discográfico con la compañía EMI Capitol de México en junio de 1992 y se consagró como la promesa de la música juvenil en México gracias a su álbum debut. Potenciado por los sencillos número uno «Mío», «Amor De Mujer» y «Sabor A Miel», el disco alcanzó estatus de triple disco de oro y un disco de platinos,y logró vender alrededor de 500,000 copias en el país natal de la cantante. 
Mientras que en críticas retrospectivas el álbum ha recibido reseñas positivas, antes de su lanzamiento, los periodistas del entretenimiento auguraron al álbum y a la cantante un fracaso comercial. Pese a los pronósticos negativos, La Chica Dorada logró ascender en la posición número dos de la lista Latin Pop Albums de Billboarden los Estados Unidos —algo que no pudo hacer algún otro exintegrante de Timbiriche como solista— y terminó despachando más de 1.2 millón de unidades alrededor del mundo.
Para su segunda producción discográfica, Paulina Rubio quería seguir la misma línea conceptual de «La Chica Dorada», pero transmitir un aspecto más maduro como artista. 

## Grabación
En abril de 1993, Paulina Rubio comenzó a desarrollar las primeras sesiones de grabación de su segundo disco de estudio, repitiendo la fórmula de dirección musical y producción ejecutiva con Miguel Blasco, quien había entendido sus ideas creativas e intención de internacionalizar su carrera. En el futuro, Blasco sería reconocido por algunos medios como el productor que forjó el talento de la cantante. A principios de febrero de 1993, explicó que se inspiraría en la franquicia de películas de ciencia ficción Star Wars para el concepto de su próximo álbum.
En medio de una extensa gira por Sudamérica para promocionar La chica dorada, EMI abasteció a la cantante con demos de varios compositores y letristas, entre los que destacaban Don Matamoros, C. Sánchez, Cesar Valle, y Fredi Marugán. Cuando viajó a los estudios Balu-Balu en Madrid, España, para grabar las voces de las pistas seleccionadas, comenzó a crear el concepto del disco. Paulina Rubio quería seguir por la misma línea conceptual de «La Chica Dorada», y estableció a la compañía discográfica que sería una secuela directa de su álbum debut. Sin embargo, también deseaba esforzarse más en la producción de las canciones, lo que le permitió incluir una gran variedad de instrumentos como saxofón, clarinete, trombón, guitarra española, bajo, batería y teclados. La dirección y los arreglos, dirigidos por el italiano Walter Tesoriere, proveyeron al álbum un sonido mucho más orgánico y limpio de sintetizadores. 
Las sesiones de grabación del disco finalizaron el 17 de agosto de 1993. De un total de 80 canciones, solo se seleccionaron 11 para completar el proyecto de 24 Kilates.

## Composición
24 Kilates es una secuela directa de La chica dorada (1992), que posteriormente se completa en una «trilogía de oro» con su tercer álbum de estudio, El tiempo es oro (1995). Orientado a un sonido más pop rock, 24 Kilates contiene líricas con temas juveniles como el amor, el engaño, la amistad, la esperanza y la preocupación por el medio ambiente. El álbum fue catalogado como un avance más maduro con un balance de géneros como el rock, la balada, lo acústico, el blues y el jazz. La mayoría de las canciones fueron compuestas por Cesar Valle, Carlos Sánchez y Don Matamoros. José Ramón Flórez volvió a trabajar con la cantante para las canciones «Asunto De Dos» y «Corazón Tirano», que fueron escritas junto a Fredi Marugán. Miguel Blasco fungió como el productor ejecutivo del álbum. 
La pista que abre el disco, «Maldito Amor», es una canción de rock y power pop en la que la intérprete advierte a un interés amoroso ansioso su intención de no estancarse en una relación, aunque finalmente cede. «Diamante Puro» incorpora elementos de música rock psicodélico y blues, con líneas que evocan a La Cenicienta. Por su instrumentación de rock fue comparada con los trabajos de Janis Joplin dentro del grupo Big Brother & the Holding Company. El track de magníficos rasgueos de guitarra, «Nieva, Nieva», es una canción de pop rock con instrumentaciones duras de guitarras eléctricas y violines, que líricamente habla de superar una mala experiencia en una relación amorosa. 
La primera balada del álbum, «Él Me Engañó», gira en torno a una desgarradora historia donde la narradora cuenta cómo fue timada por su ex amante. Con sonidos acústicos y sonidos de guitarra entre cortados, en la balada subsecuente, «Nada Puedes Hacer», la narradora advierte que cuando llega «el desamor» a nuestras vidas, difícilmente podremos salir ilesos. En la canción de rock «Los Dioses Se Van», Paulina Rubio muestra su preocupación por el medio ambiente a través de una lírica surrealista en la que los monumentos más icónicos de la Ciudad de México, como la Fuente de la Diana Cazadora, el Ángel de la Independencia y la Fuente de Cibeles, huyen de la ciudad contaminada. «Asunto De Dos» es una canción pop rock con influencias blues con Paulina Rubio cantando de manera sensual. Líricamente, la intérprete le pide a su interés amoroso que se muestre sin filtros para ganarse su corazón. La octava pista, «Compañía», es otra canción rock impulsada por un ritmo de baterías y guitarras, que líricamente habla de mantener a flote una amistad genuina y duradera «sin caer nunca en sus brazos y seguir».
«Vuelve Junto A Mí» es una canción influenciada por el jazz que habla sobre los problemas sentimentales de un romance y la intención de remediarlos. Incorpora un animado clarinete y coros susurrantes femeninos. En la melódica balada, «Tú Sólo Tú», la intérprete expresa los sentimientos de esperanza sobre comenzar un romance público con su amante, a quien ella describe como un «secreto a voces» o «estrella de una noche». Contiene una melosa guitarra flamenca, cortesía de Rafa Martínez. La pista once, y la canción final del álbum, «Corazón Tirano», es un tema apasionante que diverge del resto de la producción de 24 Kilates, con una instrumentación más minimalista que recuerda a las baladas de la década de 1980.

## Promoción
Paulina Rubio presentó 24 Kilates en el programa de televisión Siempre en Domingo, en donde interpretó por primera vez los temas «Maldito Amor», «Él Me Engañó», y el primer sencillo del álbum, «Nieva, Nieva». A diferencia de su primera presentación, un año antes, la cantante recurrió a cuatro bailarinas que la acompañaron en la coreografía inicial. Si bien su imagen seguía basándose en prendas y accesorios dorados, la mayoría de su vestuario desprendía una vibra rockera; su melena rubia aún lucía elegantemente ondulada, pero ahora había añadido un flequillo. 
Realizó entrevistas para diferentes programas de televisión, incluyendo una para la cadena MTV Latinoamérica, que estrenó el video de «Nieva, Nieva». En la conversación con la VJ Daisy Fuentes, la presentadora la elogió por una actuación que había realizado en Miami el día anterior, donde le otorgaron un disco de oro por las primeras unidades distribuidas de 24 Kilates registradas en Estados Unidos. La cantante dijo que «es muy difícil el poder entrar al mercado anglo-latino», pero que gracias a los fans había podido superar las expectativas.
El 18 de febrero de 1994 la cantante actuó como Jurado de la Competencia Internacional en el XXXV Festival Internacional de la Canción de Viña del Mar en el escenario de la Quinta Vergara en Viña del Mar, Chile. Interpretó «Mío», «Amor De Mujer» y «Nieva, Nieva» luciendo un vestido negro con el estampado de un enorme sol dorado en el área del escote y el vientre. Le otorgaron el Premio Naranja por su participación en el festival y aprovechó su visita en Sudamérica para promocionar 24 Kilates en diferentes espacios televisivos. Regresó a Chile en el verano de ese año para ofrecer un par de espectáculos, donde le entregaron disco de oro por las altas ventas del disco. Además, aprovechó su invitación al programa de televisión Sal y Pimienta de la cadena Mega Chile para revelar que se encontraba trabajando en su tercer material discográfica y que en breve rodaría su primera película en la pantalla grande.     

## Premios y nominaciones
| Año  | Premios                                                   | Categoría       | Resultado | Ref.   |
| ---- | --------------------------------------------------------- | --------------- | --------- | ------ |
| 1994 | Premios TVyNovelas                                        | Premio especial | Ganador   | [ 16 ] |
| 1994 | XXXV Festival Internacional de la Canción de Viña del Mar | Premio Naranja  | Ganador   | [ 16 ] |

## Lista de canciones
| 24 kilates |                     |                                         |                            |          |  |
| N.º        | Título              | Escritor(es)                            | Productor(es)              | Duración |  |
| 1.         | «Maldito Amor»      | César Valle · Carmen Sánchez            | Miguel Blasco              | 3:32     |  |
| 2.         | «Diamante Puro»     | Valle · Sánchez                         | Blasco                     | 4:29     |  |
| 3.         | «Nieva, Nieva»      | Valle · Sánchez                         | Miguel Blasco              | 3:31     |  |
| 4.         | «Él Me Engañó»      | Valle · Don Matamoros                   | Blasco · Don Matamoros     | 4:07     |  |
| 5.         | «Nada Puedes Hacer» | Valle · Sánchez · Don Matamoros         | Blasco · Don Matamoros     | 4:23     |  |
| 6.         | «Los Dioses Se Van» | Valle · Sánchez                         | Blasco                     | 3:23     |  |
| 7.         | «Asunto De Dos»     | Fredi Marugán · José Ramón Flórez       | Blasco · José Ramón Flórez | 3:39     |  |
| 8.         | «Compañía»          | Valle · Sánchez · Don Matamoros         | Blasco · Don Matamoros     | 3:58     |  |
| 9.         | «Vuelve Junto A Mí» | Valle · Sánchez                         | Blasco                     | 3:33     |  |
| 10.        | «Tú Sólo Tú»        | Sánchez · Don Matamoros · Paulina Rubio | Don Matamoros              | 4:00     |  |
| 11.        | «Corazón Tirano»    | Marugán · Flórez                        | Flórez                     | 3:51     |  |
| 42:31      |                     |                                         |                            |          |  |

### Formatos
| Año  | Formato          | Descripción |
| ---- | ---------------- | --- |
| 1993 | Vinilo           | La edición colombiana incluye la portada original, mientras que en la edición ecuatoriana se distinge por llevar el logo de EMI en la parte superior derecha y existe una edición del vinyl en color rosa. En la edición guatemalteca la portada original fue puesta en un grueso marco dorado y el logo de «24 Kilates» también fue engrandecido de tal manera que sobresaliera. |
| 1993 | Casete           | En el formato de casete el logo de «24 Kilates» es mucho más grande que las ediciones en CD y vinilo. |
| 1993 | CD               | La edición en CD lanzadas entre 1993 y 1994 no tuvieron mucha variaciones, a excepción del tono morado del fondo de la portada. |
| 2001 | CD, reissue      | En la reedición del álbum el logo de «24 Kilates» es notablemente más pequeño que el de las primeras ediciones. |
| 2005 | Descarga digital | Contiene las mismas pistas de la versión remasterizada de 2001. |

## Certificaciones
| País   | Certificación | Simbolización | Ref.   |
| ------ | ------------- | ------------- | ------ |
| México | Platino       |               | [ 23 ] |

## Créditos y personal
- Grabación: Balu-Balu Estudios, Madrid, España.

Composición y producción
- Paulina Rubio: artista principal, voz, coros
- Miguel Blasco: producción
- César Valle: composición, asistente de producción, programación
- Walter Tesoriere: arreglos
- Adrián Posse: dirección artística
- Luca Rastici: grabación de pistas
- Luca Vittori: voces y mezclas
- Luis Enrique Guzmán: asistente de sonido
- Carmen Sánchez: composición
- Don Matamoros: composición, producción
- José Ramón Flórez: composición, producción
- Fredy Marugan: composición

Músicos e instrumentación
- Giancarlo Ippolito: batería
- Gaë: bajo
- Luca Rustici: guitarra
- Walter Tesoriere: teclados
- Antonio Ramos: saxofón y clarinete
- Antonio Pallares: trombón
- Rafa Martínez: guitarra española
- Andrea Bronston: coros
- Doris Canales: coros
- José Luis Álvarez: coros

Diseño
- Adolfo Pérez Butron: fotografía, concepto
- Sergio Toporek: retoque fotográfico, fotomontaje digital y diseño gráfico, concepto

Compañías discográficas
EMI Capitol de México: compañía discográfica, distribución y mercadotecnia
Fuentes: Allmusic, Discogs y notas del álbum.